# Campeonato Saudita de Futebol
O Campeonato Saudita de Futebol, conhecido como Saudi Pro League (SPL), em árabe: دوري المحترفين السعودي), e oficialmente como Roshn Saudi League (RSL), em árabe: دوري روشن السعودي, Dawriyy Roshan as-Suʿūdī) por questões de patrocínio, é a divisão principal do sistema de ligas de futebol entre clubes da Arábia Saudita.
A partir de 2023, a liga experimentou uma ampla exposição internacional devido a atrair inúmeros jogadores de alto nível das ligas europeias por meio de contratos lucrativos, tornando-se imediatamente uma liga repleta de estrelas. O Fundo de Investimento Público do país teve 75% de participações em quatro membros fundadores (Al-Ahli, Al-Ittihad, Al-Hilal e Al-Nassr) no mesmo ano como parte do programa Visão 2030 da Arábia Saudita.

## História

### Era amadora
O futebol na Arábia Saudita começou a se desenvolver na década de 1950, com a criação da Federação de Futebol da Arábia Saudita em 1956. Até então o país tinha diferentes torneios amadores regionais. Em 1957 foi criada a Copa Rei da Arábia, um novo campeonato que enfrentou as melhores equipes do sistema regional, e que por dezoito anos foi a única competição nacional.
Em 1974-1975, tivemos uma primeira temporada de campeonato nacional com um sistema de ida e volta concluído por uma partida final, que viu a coroação do clube Al-Nassr, mas este sistema durou apenas uma temporada.
A temporada 1975-1976 foi cancelada devido à morte do rei Faisal bin Abdulaziz Al Saud.

### Campeonato Nacional
1976 viu o início da primeira liga de futebol profissional no Reino da Arábia Saudita com oito equipes, na temporada seguinte o número de clubes aumentou para dez. A temporada 1981-82 viu a fusão da Premier League e da Primeira Divisão Saudita para essa temporada exclusivamente para a preocupação do processo de qualificação para a Copa do Mundo FIFA de 1982. 
A partir da temporada 1990-91, a Federação renovou o campeonato para estabelecer uma liga regular e um modelo de play-off para o título entre os quatro melhores qualificados, semelhante a outras ligas asiáticas. Além disso, foram incentivadas as contratações de jogadores estrangeiros e a assinatura de contratos profissionais em todos os clubes. Esse formato foi mantido até a temporada 2007-08, na qual o sistema tradicional foi recuperado e as bases da profissionalização foram lançadas.

### Era profissional
A liga tornou-se totalmente profissional em 2007, e nome também foi alterado para Saudi Professional League.Em 2007, também foi decidido dividir o campeonato em duas etapas: a Premier League retorna ao sistema padrão de jogos entre clubes em duas rodadas, e para determinar o melhor, uma nova competição é introduzida chamada Champions Cup of the Guardian (Servant) of the Two Holy Mosques, na qual participarão os 6 melhores times da Premier League, bem como o vencedor da Copa Príncipe Herdeiro da Arábia Saudita e o vencedor da Copa Príncipe Faisal. Este formato do campeonato entrou em vigor a partir da temporada 2007/2008.
De 2013 a 2019, ficou conhecida como a Liga Abdul Latif Jameel, ou Dawry Jameel, por ter sido patrocinada por Abdul Latif Jameel por seis anos.

#### Participação das mulheres
Durante muitos as mulheres foram proibidas de frequentar estádios para assistir jogos, mas desde 2018, as elas foram autorizadas a entrar nos estádios para acompanhar jogos de futebol. Para receber as mulheres, os três estádios autorizados precisaram passar por reformas e adaptações. Além da criarem um setor especial, outras adições estruturais tiveram que ser feitas. Banheiros femininos foram construídos, assim como lanchonetes reservadas e até mesmo bolsões nos estacionamentos. Stewards mulheres também foram contratadas para trabalhar durante as partidas. 

#### Idioma dos nomes dos jogadores
Em 6 de outubro de 2020, o Ministério dos Esportes decidiu escrever os nomes dos jogadores em árabe em suas camisas em vez de inglês, e Abdulaziz bin Turki Al Saud, ministro saudita dos Esportes, disse:
| “                                                             | Tenho o prazer de anunciar a participação do setor esportivo na ativação da iniciativa Ano da Caligrafia Árabe, arabizando os nomes nas camisas dos jogadores dos clubes da Liga Profissional da Copa Príncipe Mohammed bin Salman para a nova temporada de futebol. | ” |
| — Abdulaziz bin Turki Al Saud, ministro saudita dos Esportes. | |   |

### 2023 a era do Fundo De Investimento Público
A liga entrou para vanguarda do futebol internacional desde que Cristiano Ronaldo assinou com o Al-Nassr em 30 de dezembro de 2022.
Em 2023, o Fundo De Investimento Público (PIF), o fundo soberano saudita, passou a ser dono de 75% do capital do Al Nassr, Al-Hilal, Al-Ittihad e Al-Ahli assumindo o controle das diretorias.
No verão de 2023, uma leva de grandes jogadores de classe mundial e de grandes campeonatos europeus aportaram na Liga Saudita dentre os principais tem-se: Karim Benzema, N'Golo Kanté e Fabinho no Al-Ittihad; Marcelo Brozović, Alex Telles e Sadio Mané no Al-Nassr; Milinković-Savić, Kalidou Koulibaly, Malcom e Neymar no Al-Hilal; Édouard Mendy, Roberto Firmino, Riyad Mahrez e Saint-Maximin no Al-Ahli; Jordan Henderson no Al-Ettifaq.
A liga então ganhou as manchetes internacionais devido à transferência desses jogadores de classe mundial para os cinco grandes clubes da liga para a temporada 2023-24.
 ·  · 

### Formato do Campeonato
Existem 18 clubes na Saudi Pro League. Durante o curso de uma temporada (geralmente de agosto a maio), cada clube joga contra os outros clubes duas vezes (um sistema de rodada dupla), uma vez em seu estádio e outra no de seus adversários, por 34 jogos. As equipes recebem três pontos por uma vitória e um ponto por um empate. Nenhum ponto é concedido por uma perda. As equipes são classificadas por posição na tabela de classificação dependendo dos pontos, em seguida, o confronto direto entre as equipes empatadas é levado em consideração, e, em seguida, o saldo de gols.
Existe um sistema de promoção e rebaixamento entre a Saudi Pro League e a Liga Príncipe Mohammad bin Salman. Os três times com menor pontuação na Saudi Pro League são rebaixados e os três melhores times da Segunda Divisão (Liga Príncipe Mohammad bin Salman) são promovidos para a Saudi Pro League. ·  · 

## Participantes (temporada 2023–24)
| Clube      | Cidade         |
| ---------- | -------------- |
| Abha       | Abha           |
| Al-Ahli    | Jidá           |
| Al-Etiifaq | Dammam         |
| Al-Fateh   | Al-Ahsa Oasis  |
| Al-Feiha   | Al Majma'ah    |
| Al-Hazem   | Ar Rass        |
| Al-Hilal   | Riade          |
| Al-Khaleej | Saihat         |
| Al-Ittihad | Jidá           |
| Al-Nassr   | Riade          |
| Al-Okhdood | Najran         |
| Al-Raed    | Buraydah       |
| Al-Riyadh  | Riade          |
| Al-Shabab  | Riade          |
| Al-Tai     | Hail           |
| Al-Taawoun | Buraydah       |
| Al-Wehda   | Jidá           |
| Damac      | Khamis Mushait |

## Campeões
| Ed. | Temporada | Campeão                                       | Vice-campeão                                  |
| --- | --------- | --------------------------------------------- | --------------------------------------------- |
| 1   | 1974–75   | Al-Nassr (1)                                  | Al-Hilal                                      |
| –   | 1975–76   | Cancelado devido ao assassinato do rei Faisal | Cancelado devido ao assassinato do rei Faisal |
| 2   | 1976–77   | Al-Hilal (1)                                  | Al-Nassr                                      |
| 3   | 1977–78   | Al-Ahli (1)                                   | Al-Nassr                                      |
| 4   | 1978–79   | Al-Hilal (2)                                  | Al-Nassr                                      |
| 5   | 1979–80   | Al-Nassr (2)                                  | Al-Hilal                                      |
| 6   | 1980–81   | Al-Nassr (3)                                  | Al-Hilal                                      |
| 7   | 1981–82   | Al-Ittihad (1)                                | Al-Shabab                                     |
| 8   | 1982–83   | Al-Ettifaq (1)                                | Al-Hilal                                      |
| 9   | 1983–84   | Al-Ahli (2)                                   | Al-Ittihad                                    |
| 10  | 1984–85   | Al-Hilal (3)                                  | Al-Shabab                                     |
| 11  | 1985–86   | Al-Hilal (4)                                  | Al-Ittihad                                    |
| 12  | 1986–87   | Al-Ettifaq (2)                                | Al-Hilal                                      |
| 13  | 1987–88   | Al-Hilal (5)                                  | Al-Ettifaq                                    |
| 14  | 1988–89   | Al-Nassr (4)                                  | Al-Shabab                                     |
| 15  | 1989–90   | Al-Hilal (6)                                  | Al-Ahli                                       |
| 16  | 1990–91   | Al-Shabab (1)                                 | Al-Nassr                                      |
| 17  | 1991–92   | Al-Shabab (2)                                 | Al-Ettifaq                                    |
| 18  | 1992–93   | Al-Shabab (3)                                 | Al-Hilal                                      |
| 19  | 1993–94   | Al-Nassr (5)                                  | Al-Riyadh                                     |
| 20  | 1994–95   | Al-Nassr (6)                                  | Al-Hilal                                      |
| 21  | 1995–96   | Al-Hilal (7)                                  | Al-Ahli                                       |
| 22  | 1996–97   | Al-Ittihad (2)                                | Al-Hilal                                      |
| 23  | 1997–98   | Al-Hilal (8)                                  | Al-Shabab                                     |
| 24  | 1998–99   | Al-Ittihad (3)                                | Al-Ahli                                       |
| 25  | 1999–00   | Al-Ittihad (4)                                | Al-Ahli                                       |
| 26  | 2000–01   | Al-Ittihad (5)                                | Al-Nassr                                      |
| 27  | 2001–02   | Al-Hilal (9)                                  | Al-Ittihad                                    |
| 28  | 2002–03   | Al-Ittihad (6)                                | Al-Ahli                                       |
| 29  | 2003–04   | Al-Shabab (4)                                 | Al-Ittihad                                    |
| 30  | 2004–05   | Al-Hilal (10)                                 | Al-Shabab                                     |
| 31  | 2005–06   | Al-Shabab (5)                                 | Al-Hilal                                      |
| 32  | 2006–07   | Al-Ittihad (7)                                | Al-Hilal                                      |
| 33  | 2007–08   | Al-Hilal (11)                                 | Al-Ittihad                                    |
| 34  | 2008–09   | Al-Ittihad (8)                                | Al-Hilal                                      |
| 35  | 2009–10   | Al-Hilal (12)                                 | Al-Ittihad                                    |
| 36  | 2010–11   | Al-Hilal (13)                                 | Al-Ittihad                                    |
| 37  | 2011–12   | Al-Shabab (6)                                 | Al-Ahli                                       |
| 38  | 2012–13   | Al-Fateh (1)                                  | Al-Hilal                                      |
| 39  | 2013–14   | Al-Nassr (7)                                  | Al-Hilal                                      |
| 40  | 2014–15   | Al-Nassr (8)                                  | Al-Ahli                                       |
| 41  | 2015–16   | Al-Ahli (3)                                   | Al-Hilal                                      |
| 42  | 2016-17   | Al-Hilal (14)                                 | Al-Ahli                                       |
| 43  | 2017-18   | Al-Hilal (15)                                 | Al-Ahli                                       |
| 44  | 2018–19   | Al-Nassr (9)                                  | Al-Hilal                                      |
| 45  | 2019–20   | Al-Hilal (16)                                 | Al-Nassr                                      |
| 46  | 2020–21   | Al-Hilal (17)                                 | Al-Shabab                                     |
| 47  | 2021–22   | Al-Hilal (18)                                 | Al-Ittihad                                    |
| 48  | 2022–23   | Al-Ittihad (9)                                | Al-Nassr                                      |
| 49  | 2023–24   | Al-Hilal (19)                                 | Al-Nassr                                      |
| 50  | 2024–25   | Al-Ittihad (10)                               | Al-Hilal                                      |

## Performances

### Títulos por clube
| Clube      | Títulos | Vices | Temporadas vencidas |
| ---------- | ------- | ----- | --- |
| Al-Hilal   | 19      | 16    | 1976–77, 1978–79, 1984–85, 1985–86, 1987–88, 1989–90, 1995–96, 1997–98, 2001–02, 2004–05, 2007–08, 2009–10, 2010–11, 2016–17, 2017–18, 2019–20, 2020–21, 2021–22, 2023–24 |
| Al-Ittihad | 10      | 8     | 1981–82, 1996–97, 1998–99, 1999–00, 2000–01, 2002–03, 2006–07, 2008–09, 2022–23, 2024–25                                                                                  |
| Al-Nassr   | 9       | 8     | 1975–76, 1979–80, 1980–81, 1988–89, 1993–94, 1994–95, 2013–14, 2014–15, 2018–19                                                                                           |
| Al Shabab  | 6       | 6     | 1990–91, 1991–92, 1992–93, 2003–04, 2005–06, 2011–12 |
| Al-Ahli    | 3       | 9     | 1977–78, 1983–84, 2015–16 |
| Al-Ettifaq | 2       | 2     | 1982–83, 1986–87 |
| Al-Fateh   | 1       | 0     | 2012–13 |

### Títulos por cidade
| Cidade | Títulos | Clubes                                     |
| ------ | ------- | ------------------------------------------ |
| Riade  | 34      | Al-Hilal (19), Al-Nassr (9), Al Shabab (6) |
| Gidá   | 13      | Ittihad (10), Al-Ahli (3)                  |
| Damã   | 2       | Al-Ettifaq (2)                             |
| Alhaça | 1       | Al-Fateh (1)                               |

## Recordes

### Maiores artilheiros
- Atualizado até 1 Julho de 2023

Boldface  indica jogador ainda ativo na Pro League.

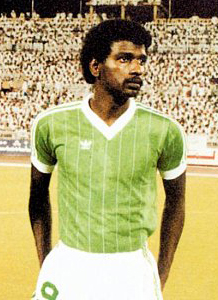
Majed Abdullah é o maior artilheiro do campeonato saudita com 189 gols em 194 partidas.

| Posição | Jogador              | Gols | Jogos | Média | First | Last | Clubes                                      |
| ------- | -------------------- | ---- | ----- | ----- | ----- | ---- | ------------------------------------------- |
| 1       | Majed Abdullah       | 189  | 194   | 0.97  | 1977  | 1997 | Al-Nassr                                    |
| 2       | Nasser Al-Shamrani   | 167  | 301   | 0.55  | 2003  | 2019 | Al Wehda, Al-Shabab, Al-Hilal, Al-Ittihad   |
| 3       | Omar Al Somah        | 144  | 180   | 0.8   | 2014  | 2023 | Al-Ahli                                     |
| 4       | Fahd Al-Hamdan       | 120  | 252   | 0.48  | 1984  | 2000 | Al-Riyadh                                   |
| 5       | Yasser Al-Qahtani    | 112  | 206   | 0.54  | 2000  | 2018 | Al-Qadsiah, Al-Hilal                        |
| 6       | Abderrazak Hamdallah | 111  | 114   | 0.97  | 2018  | 2023 | Al-Nassr, Al-Ittihad                        |
| 7       | Mohammad Al-Sahlawi  | 111  | 257   | 0.43  | 2005  | 2022 | Al-Qadsiah, Al-Nassr, Al-Shabab, Al-Taawoun |
| 8       | Sami Al-Jaber        | 101  | 268   | 0.38  | 1988  | 2007 | Al-Hilal                                    |
| 9       | Hamzah Idris         | 96   | –     | –     | 1992  | 2007 | Ohod, Al-Ittihad                            |
| 10      | Obeid Al-Dosari      | 91   | –     | –     | 1996  | 2005 | Al Wehda, Al-Ahli                           |

### As 10 contratações mais caras da história do Campeonato Saudita
| Pos. | País     | Nome                | Do                  | Para       | Data       | Valor €      | Ref                 |
| ---- | -------- | ------------------- | ------------------- | ---------- | ---------- | ------------ | ------------------- |
| 1    | Brasil   | Neymar              | Paris Saint-Germain | Al-Hilal   | 15/08/2023 | 90 milhões   | [ 18 ]              |
| 2    | Brasil   | Malcom              | Zenit               | Al-Hilal   | 24/07/2023 | 60 milhões   | [ 19 ]              |
| 2    | Brasil   | Otávio              | Porto               | Al-Nassr   | 19/08/2023 | 60 milhões   | [ 20 ]              |
| 3    | Portugal | Rúben Neves         | Wolverhampton       | Al-Hilal   | 23/06/2023 | 55 milhões   | [carece de fontes?] |
| 4    | Sérvia   | Aleksandar Mitrović | Fulham              | Al-Hilal   | 19/08/2023 | 50 milhões   | [ 21 ]              |
| 5    | Brasil   | Fabinho             | Liverpool           | Al-Ittihad | 31/07/2023 | 46.7 milhões | [ 22 ]              |
| 6    | Sérvia   | Milinković-Savić    | Lazio               | Al-Hilal   | 12/07/2023 | 42 milhões   | [carece de fontes?] |
| 7    | Argélia  | Riyad Mahrez        | Manchester City     | Al-Ahli    | 28/07/2023 | 35 milhões   | [ 23 ]              |
| 8    | Senegal  | Sadio Mané          | Bayern de Munique   | Al-Nassr   | 01/08/2023 | 30 milhões   | [ 24 ]              |
| 9    | Portugal | Jota                | Celtic              | Al-Ittihad | 03/07/2023 | 29.1 milhões | [ 25 ]              |
| 10   | Brasil   | Roger Ibañez        | Roma                | Al-Ahli    | 07/08/2023 | 28.5 milhões | [ 26 ]              |

Fonte: Football Transfers, atualizado em 19/08/2023.